# 林啟得
林啟得（1996年6月2日—），華語流行歌曲男歌手。
在2016年，林啟得發行了他的首張專輯《我想和你吃个饭》，從屬於網易雲音樂。2019年，凭借个人单曲《大田後生仔》获得关注，并受邀参加深圳卫视跨年晚会。

## 發行唱片
- 2016年 EP专辑 我想和你吃个饭
- 2019年7月 单曲 听奶奶说·听阿嬷龚
- 2019年8月10日 单曲 大田後生仔
- 2020年 專輯「奈何再回首」